# 耶律何魯不
耶律何魯不（やりつ かろふ、生没年不詳）は、遼（契丹）の軍人。字は斜寧。契丹六院部の出身。

## 経歴
耶律吼の子として生まれた。耶律屋質とともに耶律察割の乱の鎮圧にあたった。穆宗は何魯不の父の耶律吼が世宗擁立を主導した人物であったため、何魯不を任用しようとしなかった。晩年になって本族敞史となった。
景宗が即位すると、かつての功績を取り上げられて、昭徳軍節度使に任じられ、北院大王となった。保寧7年（975年）7月、黄龍府の衛将の燕頗が都監の張琚を殺して叛くと、何魯不は燕頗を討ち、鴨緑江で撃破した。しかし敵の逃亡を座視して追撃せず、燕頗を捕らえそこなったため、杖罰を受けた。乾亨年間に死去した。

## 伝記資料
- 『遼史』巻77 列伝第7